# Zbójnickie Okna
Zbójnickie Okna lub Zbójeckie Okna – dwie jaskinie w wapiennych ścianach po wschodniej stronie Doliny Kościeliskiej w Tatrach Zachodnich. Znajdują się blisko siebie w turniach Organów, w pobliżu Jaskini Balkonowej. Są to: Okno Zbójnickie Niżnie o długości korytarzy 160 m, położone na wysokości 1227 m n.p.m. i Okno Zbójnickie Wyżnie o długości korytarzy 14,5 m, położone na wysokości 1274 m n.p.m.
Jaskinie znane były od dawna, według górali ukrywali się w nich w dawnych czasach zbójnicy i stąd ich nazwa. Jaskinie były penetrowane przez poszukiwaczy skarbów. Po raz pierwszy opisał je Jan Gwalbert Pawlikowski. Dawniej były one zwiedzane turystycznie.  W 1900 przy znakowaniu szlaku turystycznego do nich uczestniczył Jan Kasprowicz. Były też one inspiracją dla Stefana Żeromskiego, który umieścił w nich akcję rozdziału Skalne Okno powieści Popioły.
Otwory wylotowe jaskiń widoczne są w skałach z drogi prowadzącej Doliną Kościeliską. Obecnie jednak jaskinie te są niedostępne turystycznie.

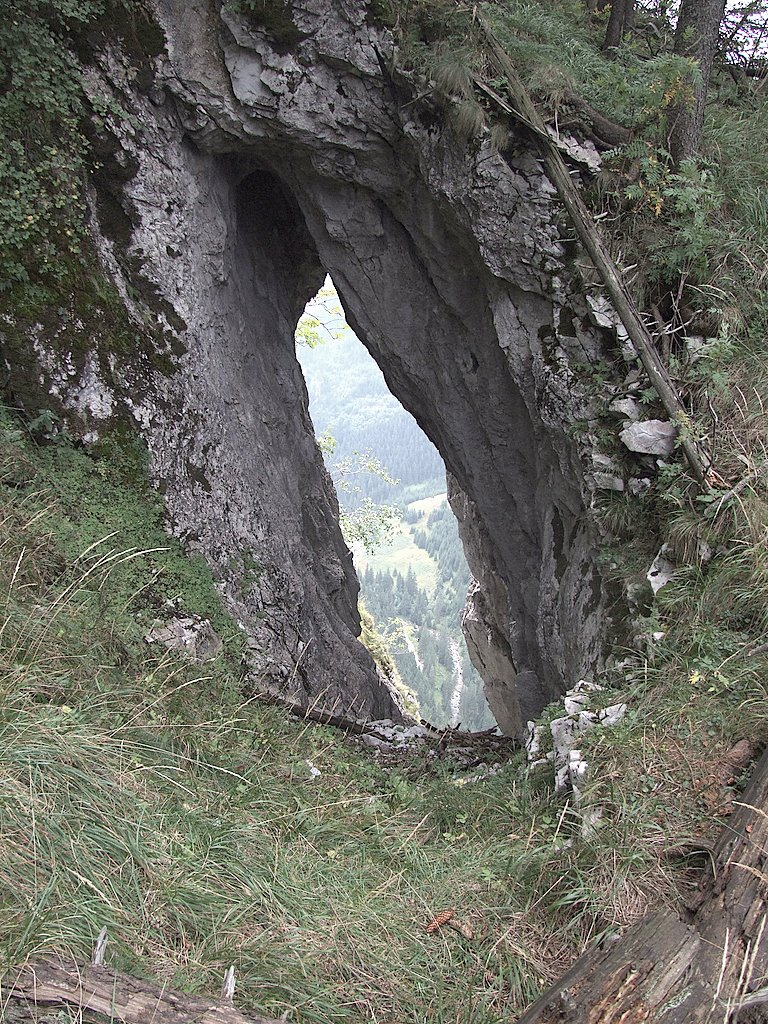
Okno Zbójnickie Wyżnie